# 70-й армійський корпус (Третій Рейх)
LXX (70-й) армі́йський ко́рпус (нім. LXX. Armeekorps) — армійський корпус Вермахту за часів Другої світової війни.

## Історія
LXX армійський корпус був сформований 25 січня 1943 на основі 70-го командування особливого призначення в Норвегії.

## Райони бойових дій
- Південна Норвегія (січень 1943 — травень 1945).

## Командування

### Командири
- генерал гірсько-піхотних військ Валентін Фойрштайн (нім. Valentin Feurstein) (25 січня — 22 червня 1943);
- генерал-лейтенант, з 1 вересня 1943 генерал артилерії Герман Тіттель (нім. Hermann Tittel) (22 червня 1943 — 8 травня 1945).

## Бойовий склад 70-го армійського корпусу
Формування управління, забезпечення та підтримки
- 170-те артилерійське командування (Arko 170);
- 470-та корпусна рота зв'язку (Nachrichten Kompanie 470);
- 70-й польовий батальйон (Feldersatz Bataillon LXX).

- 214-та піхотна дивізія (214. Infanterie-Division);
- 269-та піхотна дивізія (269. Infanterie-Division);
- 280-та піхотна дивізія (280. Infanterie-Division);
- 710-та піхотна дивізія (710. Infanterie-Division).

- 214-та піхотна дивізія;
- 269-та піхотна дивізія;
- 280-та піхотна дивізія;
- 710-та піхотна дивізія.

- 214-та піхотна дивізія;
- 269-та піхотна дивізія;
- 280-та піхотна дивізія;
- 710-та піхотна дивізія.

- 214-та піхотна дивізія;
- 269-та піхотна дивізія;
- 295-та піхотна дивізія (295. Infanterie-Division);
- 710-та піхотна дивізія.

- 269-та піхотна дивізія;
- 274-та піхотна дивізія (274. Infanterie-Division);
- 710-та піхотна дивізія.

- 269-та піхотна дивізія;
- 274-та піхотна дивізія;
- 280-та піхотна дивізія;
- 710-та піхотна дивізія.

- 269-та піхотна дивізія;
- 274-та піхотна дивізія;
- 280-та піхотна дивізія;
- 710-та піхотна дивізія.

- 269-та піхотна дивізія;
- 274-та піхотна дивізія;
- 280-та піхотна дивізія;
- 710-та піхотна дивізія.

- 274-та піхотна дивізія;
- 280-та піхотна дивізія;
- 710-та піхотна дивізія.

- 274-та піхотна дивізія;
- 280-та піхотна дивізія;
- Танкова дивізія «Норвегія» (Panzer-Division Norwegen).

- 274-та піхотна дивізія;
- 280-та піхотна дивізія.

- 169-та піхотна дивізія (169. Infanterie-Division);
- 274-та піхотна дивізія;
- 280-та піхотна дивізія.

- 613-та дивізія особливого призначення (Division z.b.V. 613);
- Дивізія «K» (Division «K»);
- 274-та піхотна дивізія;
- 280-та піхотна дивізія;
- 503-тя гренадерська бригада (Grenadier-Brigade 503).